# NGC 2398-1
NGC 2398-1 is een spiraalvormig sterrenstelsel in het sterrenbeeld Tweelingen. Het hemelobject werd op 10 februari 1885 ontdekt door de Franse astronoom Édouard Jean-Marie Stephan. Het bevindt zich in de buurt van NGC 2398-2.

## Synoniemen
- MCG 4-18-23
- ZWG 117.48
- PGC 21165